# サ行變格活用
サ行變格活用（日语：／ Sagyouhenkaku katsuyou）是古典日语（文語／ぶんご）和现代日语（口語／こうご）活用類型的一種。只有（現代日語爲）一個詞。
以非日語母語者為對象的日本語教育（即教育文法）中，サ行変格活用與カ行變格活用一起被稱為「グループ3」（第三組或第Ⅲ類等）。

## サ變動詞的構成
除了本身以外，サ變動詞主要是由漢語名詞作爲詞幹和構成。也可見外來語（例如）或和語的名詞（例如）或擬聲詞（例如）等和構成的例子。也有等語幹不獨立成詞的。

## 詞尾爲濁音的情況
等，以濁音詞尾活用的詞也是サ變動詞的一種。這類動詞往往有上一段動詞（現代日語）的用法，例如等。

## 古典日語
| 基本形 | 活用形 | 活用形 | 活用形 | 活用形 | 活用形 | 活用形 | 活用形 |
| 基本形 | 未然形 | 連用形 | 終止形 | 連体形 | 已然形 | 命令形 |        |
| ------ | ------ | ------ | ------ | ------ | ------ | ------ | ------ |
| す     | せ     | し     | す     | する   | すれ   | せよ   |        |

## 現代日語
- 下表均並有作其他活用的用法

### 
- 未然形：、
- 連用形：
- 終止形：
- 連体形：
- 假定形：
- 命令形：

詞幹：
- 未然形：、*
- 連用形：
- 終止形：
- 連体形：
- 假定形：
- 命令形：

詞幹：
- 未然形：、
- 連用形：
- 終止形：
- 連体形：
- 假定形：
- 命令形：

詞幹：
- 未然形：、
- 連用形：
- 終止形：
- 連体形：
- 假定形：
- 命令形：